# Fedorówka
Fedorówka (ukr. Федорівка, Fedoriwka) – wieś na Ukrainie, w obwodzie wołyńskim, w rejonie włodzimierskim.
Pod koniec XIX wieku wieś leżała w gminie Werba, w powiecie włodzimierskim, w guberni wołyńskiej Rosji.
1 sierpnia 1925 włączona do Włodzimierza. Obecnie znów odrębna wieś.